# ديفيد موراي (أكاديمي)
ديفيد موراي (بالإنجليزية: David Murray)‏ هو أكاديمي أمريكي، ولد في 15 أكتوبر 1830 في Bovina, New York ‏ في الولايات المتحدة، وتوفي في 6 مارس 1905 في نيو برونزويك في الولايات المتحدة.